# Pillangó (film, 2012)
A Pillangó 2012-ben bemutatott magyar romantikus filmdráma, melyet Vitézy László rendezett Móricz Zsigmond azonos című regénye alapján. A főbb szerepeket Bánovits Vivianne és Adorjáni Bálint, valamint Reviczky Gábor, Ráckevei Anna, Cserhalmi György és Szirtes Ági játszotta.

## Rövid történet
A film alapjául szolgáló regény – amit Móricz alig pár nap alatt írt meg, 1924-ben – a bajokon győzedelmeskedő, mindenható, hatalmas szerelem történetét beszéli el az egyszerű, vidéki emberek nyelvén. Az alkotás az 1970-es évek elején már Esztergályos Károly filmrendezőt is megihlette, Vitézy pedig két korábbi Móricz-adaptációja (A Hortobágy legendája / Komor ló, Égi madár) után döntött a mű filmre vitele mellett. Az ő feldolgozása a "villámló és fátyolosan lágy" érzelmeken át igyekszik bemutatni a két fiatal főhős, Zsuzsika és Jóska szerelmét, sorsdrámáját.

## Közreműködők

### Szereplők
- Bánovits Vivianne – Hitves Zsuzsika
- Adorjáni Bálint – Darabos Jóska
- Ráckevei Anna – Hitves Pálné
- Reviczky Gábor – Hitves Pál
- Pindroch Csaba – Andris
- Bordán Irén – Jóska anyja
- Cserhalmi György – Jóska apja
- Gáspár Sándor – Bodollai
- Tóth Ildikó – Bodollainé
- Dánielfy Zsolt – István bácsi
- Trokán Nóra – Zsófi, Jóska húga
- Csányi Sándor – Siket Darabos
- Székely B. Miklós – katonasapkás
- Koncz Gábor – Mari apja
- Szarvas József – Darabos Mihály
- Szirtes Ági – Panka néni
- Andrádi Zsanett – Róza
- Törőcsik Franciska – Erzsi
- Adilov Amon – Ferike
- Csurka László – Juhász

### Alkotók
- Rendező: Vitézy László
- Segédrendező: Piti Attila
- Író: Móricz Zsigmond
- Forgatókönyvíró: Sz. Szabó István, Vitézy László
- Zeneszerző: Ökrös Csaba
- Operatőr: Pap Ferenc, Markert Gábor
- Producer: Kálomista Gábor
- Vágó: Csillag Mano